# Gephi
Gephi è un software open source per l'analisi e la visualizzazione delle reti sociali, scritto in Java e basato sulla piattaforma NetBeans, inizialmente sviluppato da un gruppo di studenti dell'Università di tecnologia di Compiègne (UTC) in Francia. Il software Gephi è stato selezionato per la Google Summer of Code negli anni 2009, 2010, 2011, 2012, e 2013.
Gephi è stato usato in una serie di progetti di ricerca in ambito universitario, giornalistico e in vari altri campi, per esempio per visualizzare le connessioni globali ai contenuti del 'New York Times o per esaminare la rete di traffico su Twitter in occasioni di disordini sociali, ma anche per altre tematiche solitamente oggetto di analisi di rete 
Il "Gephi Consortium" è una società francese non-profit che supporta la continuità dello sviluppo del software Gephi. Tra i membri ci sono Sciences Po, Linkfluence, WebAtlas, e Quid.
Gephi ha ispirato il servizio InMaps di LinkedIn ed è stato usato nelle analisi e visualizzazioni di rete per Truthy.

## Alcuni esempi di utilizzo nel data journalism in Italia
Nel settore del data journalism in Italia, Gephi comincia ad essere utilizzato per la visualizzazione delle reti, tra i quali l'analisi del debito sovrano tra gli stati, l'analisi delle relazioni professionali dei protagonisti del film di Paolo Sorrentino "La Grande Bellezza" e le relazioni tra gli utenti twitter che hanno seguito il festival del giornalismo Glocal organizzato a Varese.